# Petriwka (rejon kropywnycki)
Petriwka (ukr. Петрівка) – wieś na Ukrainie, w obwodzie kirowohradzkim, w rejonie kropywnyckim, w hromadzie Kompanijiwka. W 2024 liczyła 110 mieszkańców.